# Eixam sísmic

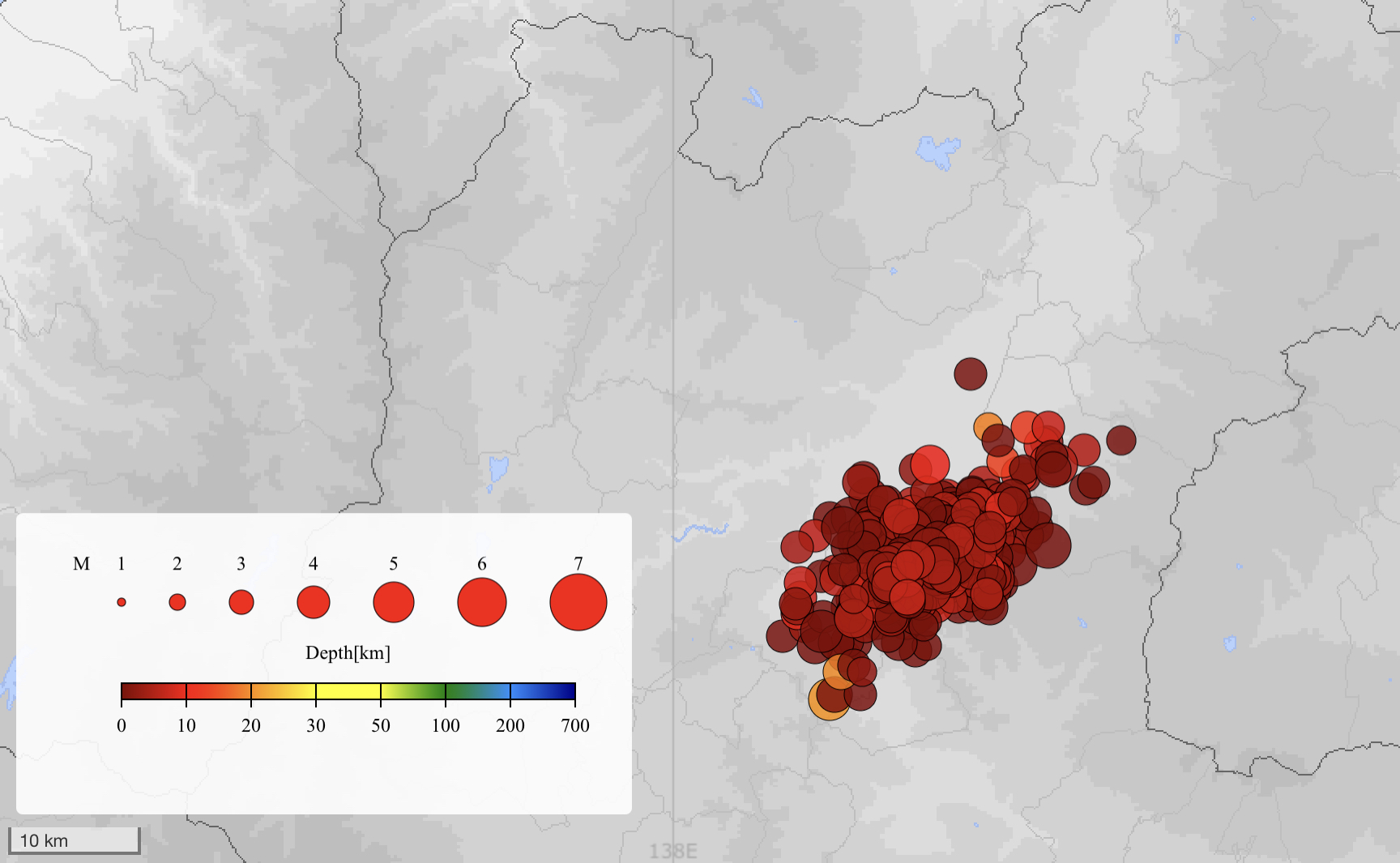
Eixam de terratrèmols de Matsushiro (1965-1970)

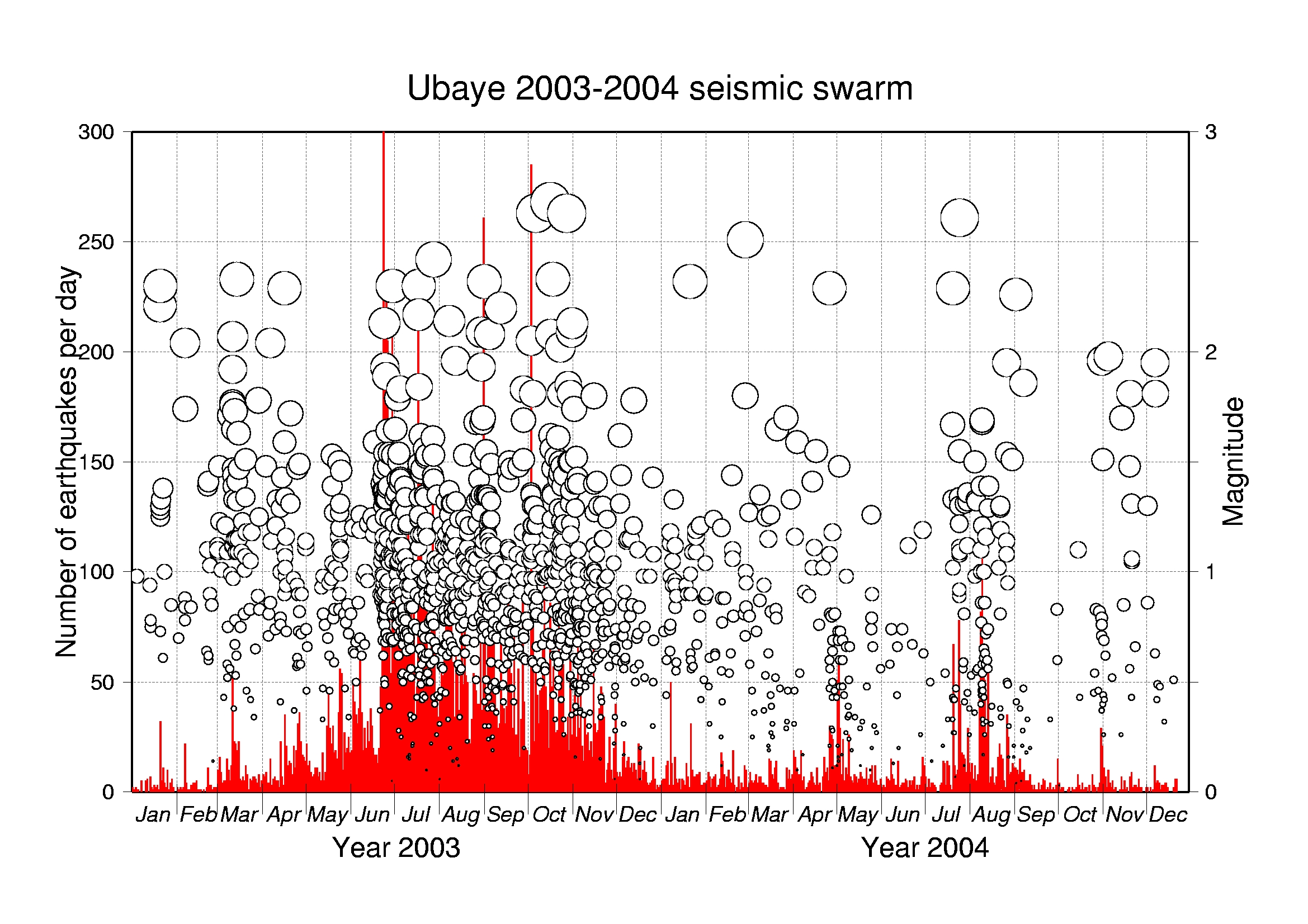
Cronologia de l'eixam del terratrèmol d’Ubaye 2003-2004

En sismologia, un eixam de terratrèmols és una seqüència o sèrie d'esdeveniments sísmics que es produeixen en una àrea local en un període relativament curt. El temps utilitzat per definir l'eixam en si varia, però pot ser de l’ordre de dies, mesos o fins i tot anys. Aquest alliberament d’energia és diferent del que passa habitualment quan un terratrèmol important (sacsejada principal) és seguit d’una sèrie de rèpliques: en els eixams de terratrèmols, cap terratrèmol de la seqüència és clarament una sacsejada principal. En particular, un cúmul de rèpliques que es produeixen després d’un tremolor principal no és un eixam.

## Història i generalitats
A les muntanyes Ore (Erzgebirge) que conformen la frontera entre la República Txeca i Alemanya, des del segle xvi se sap que la Bohèmia occidental i la regió de Vogtland són propenses a eixams sísmics que solen durar de poques setmanes a alguns mesos. El geòleg austríac Josef Knett, mentre estudiava el 1899 un eixam de prop d’un centenar d’esdeveniments que es van sentir a l’oest de Bohèmia/Vogtland el gener i febrer del 1824, va encunyar el substantiu Schwarmbeben, és a dir, 'eixam sísmic'. El terme «eixam» s'explica per hipocentres que donen la impressió d'aglutinar-se com un eixam d'abelles quan es dibuixa en un mapa, una secció transversal o, millor encara, en un model 3D.
Un dels eixams més ben documentats es va produir a prop de Matsushiro, un suburbi de Nagano, al nord-oest de Tòquio. L'eixam sísmic de Matsushiro va durar del 1965 al 1967 i va generar aproximadament un milió de terratrèmols. Aquest eixam tenia la particularitat de situar-se just sota un observatori sismològic instal·lat el 1947 en un túnel militar inactiu. Va començar a l'agost de 1965 amb tres terratrèmols massa febles per sentir-se, però tres mesos després es podien sentir un centenar de terratrèmols diaris. El 17 d'abril de 1966, l'observatori va registrar 6.780 terratrèmols, amb 585 d'ells amb una magnitud prou gran com per sentir-se, la qual cosa significava que es podia sentir un terratrèmol cada 2 minuts i 30 segons de mitjana. El fenomen es va identificar clarament com a relacionat amb un augment del magma, potser iniciat pel terratrèmol de Niigata de 1964, que va succeir un any abans.
Els eixams sísmics són efectivament comuns a les regions volcàniques (per exemple, Japó , Itàlia central, la depressió d'Afar o Islàndia), on es produeixen abans i durant les erupcions. Però també s'observen en zones de vulcanisme quaternari o de circulació hidrotermal (per exemple, Vogtland/Bohèmia occidental o el massís dels Vosges); o també, encara que amb menys freqüència, lluny dels límits de les plaques tectòniques (Nevada, Oklahoma o Escòcia). En tots els casos, la migració de fluids a alta pressió a l'escorça terrestre sembla ser el mecanisme activador i el procés de conducció que regeix l'evolució de l'eixam en l'espai i el temps. L'eixam del terratrèmol de Hochstaufen a Baviera, amb hipocentre a 2 km de profunditat, és un dels rars exemples on es podria establir una relació indiscutible entre l’activitat sísmica i les precipitacions atmosfèriques.
Els eixams de terratrèmols plantegen qüestions des del punt de vista de la seguretat ciutadana: primer perquè no es pot determinar el final de l’activitat sísmica; en segon lloc, perquè mai no es pot tenir la certesa que no es produeixi un altre terratrèmol amb una magnitud superior a la dels tremolors anteriors de la seqüència (el terratrèmol de L'Aquila del 2009 a Itàlia és emblemàtic, amb una magnitud M W de 6.3 després d’una activitat en forma d'eixam amb magnituds entre 1 i 3). Tot i que els eixams solen generar xocs moderats, la persistència dels terratrèmols sentits durant molt de temps pot ser pertorbadora i causar angoixa en la població.

## Exemples
Els exemples següents es trien per les peculiaritats de certs eixams (per exemple: gran nombre d’esdeveniments, interacció complexa amb xocs més grans, llarg període, hipocentre molt poc profund) o per de la seva ubicació geogràfica a l'entorn de l'àmbit catalanoparlant, com alguns eixams que es produeixen en zones asísmiques. No pretén ser una llista de tots els eixams que estan succeint a la zona ni a tot el món.

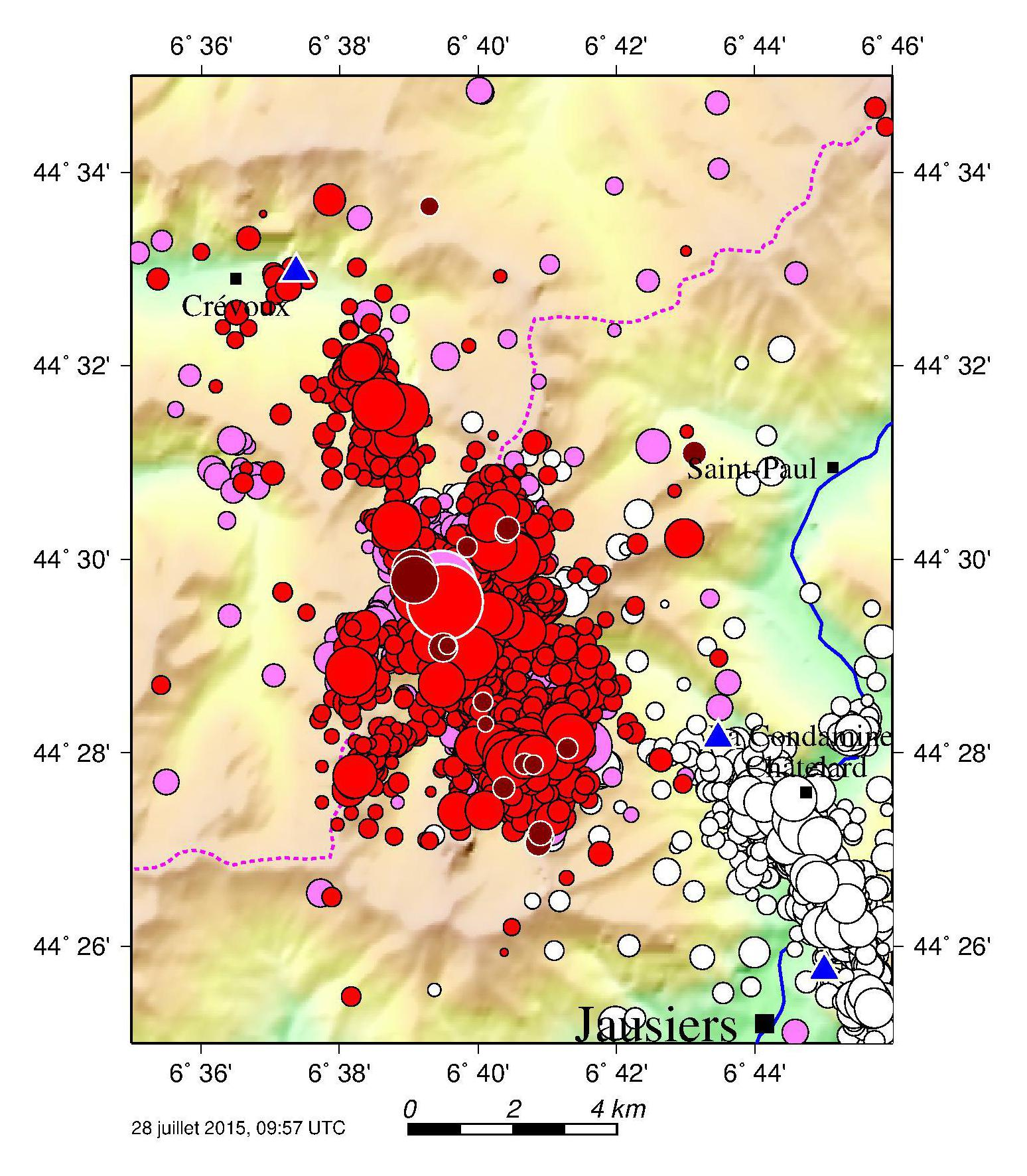
Eixams de terratrèmol d’Ubaye

### França
- A Alps de l'Alta Provença, la vall d’Ubaye és la zona sísmica més activa dels Alps francesos. Els terratrèmols poden seguir allà l'esquema clàssic de sisme principal més rèpliques (per exemple, el terratrèmol M5.5 de 1959, que va causar greus danys i dues víctimes). Però l'energia sísmica és alliberada principalment per eixams. Això és particularment el cas a la vall alta, entre Barceloneta de Provença i la frontera franco-italiana. A principis del segle xxi, La Condamina e lo Chastelar va experimentar una excepcional activitat d’eixam en una zona on normalment només es produeixen uns quants esdeveniments de baixa magnitud cada any. Un primer eixam es va desenvolupar el 2003-2004 quan es van detectar més de 16.000 esdeveniments per la xarxa local de vigilància, però amb magnituds baixes (2.7). En un mapa, l'eixam 2003-2004 té una longitud de 8 km. Després d'un període d'inactivitat gairebé completa, va ser seguit per un segon eixam (2012-2014), amb una longitud d'11 km. Aquest segon eixam va ser iniciat per un terratrèmol de M4.3 el febrer de 2012. Un altre terratrèmol de M4.8 a l’abril de 2014 va reactivar l'eixam el 2014-2015. Aquests dos grans xocs, que van causar danys a les localitats properes, van ser, per descomptat, seguits de la seva pròpia seqüència breu de rèpliques, però aquesta activitat de 4 anys per a xocs de magnitud moderada caracteritza clarament un eixam. La majoria dels hipocentres es van situar en el rang de profunditat de 4-11 km, en capes de sol cristal·lines. Els mecanismes focals impliquen falles normals, però també falles de lliscament.[6]

- A la baixa vall del Roine, el Tricastin és conegut des del segle xviii com la seu dels eixams de terratrèmols que de vegades han causat danys, com el 1772–1773 i el 1933–1936, i que es van caracteritzar per detonacions semblants a les bombes, almenys així foren descrites pels habitants. Des de 1936 no s'ha documentat cap activitat sísmica a la regió, fins que va aparèixer un eixam molt feble durant uns mesos el 2002-2003 (magnitud màxima 1,7).[9] Si els seus focus no haguessin estat situats just sota un caseriu de les rodalies de Clansaias i molt a prop de la superfície (200 m de profunditat), aquests sismes haurien passat desapercebuts. En un escenari de sismicitat "ultra-superficial", fins i tot els terratrèmols de magnitud molt baixa (1 o 0 o fins i tot de magnitud negativa) es poden sentir com a explosions o sorolls de martells hidràulics, més que com a vibracions.[10] La majoria dels focus es van localitzar en una llosa de pedra calcària de la capa del Cretaci superior que esclata periòdicament al llarg dels segles per motius encara desconeguts durant uns mesos o uns quants anys. Es valora que una profunditat focal de 200 m és un valor rècord mundial per a esdeveniments tectònics.
- Als Alps francesos, la vall de Mauriena és de tant en tant propensa a eixams de terratrèmols. Durant el segle xix, un eixam prolongat va durar 5 anys i mig, des de desembre de 1838 fins a juny de 1844.[11] Alguns terratrèmols de la seqüència van causar danys a la regió pròxima de Saint-Jean-de-Maurienne, i aquest llarg eixam amb molts esdeveniments sentits va fer les coses especialment difícils per a la població. Més recentment, un eixam va donar-se a l’octubre del 2015 a prop de Montgellafrey, a la part baixa de la vall.[12] La seva activitat es va mantenir baixa fins al 17 d’octubre de 2017, quan es van produir més de 300 terratrèmols en una quinzena de dies, amb una magnitud màxima de 3,7 que es va assolir dues vegades a finals d’octubre de 2017. L’activitat sísmica va durar un altre any sencer, donant així una durada de més de 3 anys per a l'eixam complet.

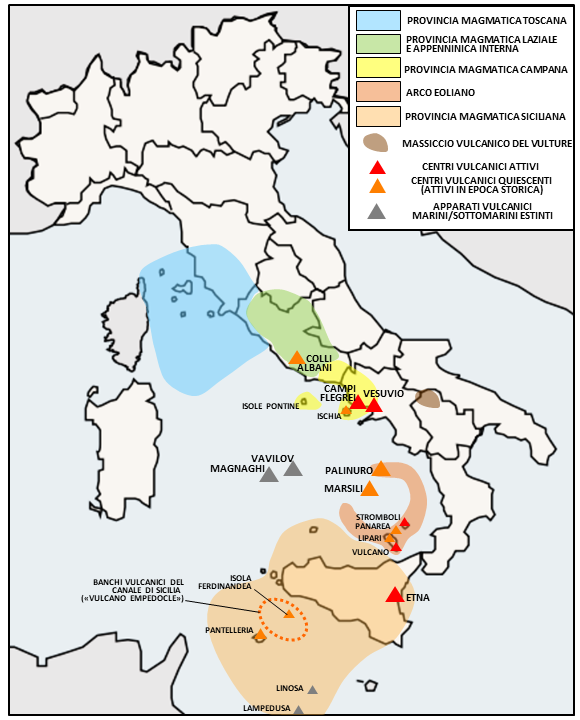
Classificació italiana de zones magmàtiques

### Espanya
- A El Hierro, la més petita i allunyada cap al sud-est de les Illes Canàries, es van registrar centenars de petits terratrèmols des del juliol del 2011 fins a l'octubre del 2011 durant l'erupció El Hierro del 2011-12. L'energia acumulada alliberada per l'eixam va augmentar dràsticament el 28 de setembre. L'eixam es va deure al moviment de magma sota l'illa i el 9 d'octubre es va detectar una erupció volcànica submarina.[13]
- Entre desembre de 2020 i gener de 2021 es produeix un eixam sísmic a l'àrea metropolitana de Granada, Andalusia, Espanya; amb més de 1.150 sismes registrats a data de 9 de febrer de 2021, el més fort de 4.5 en l'escala de magnitud de moment. Els epicentres dels sismes es produeixen a l'oest de la capital, en els termes municipals de Santa Fe, Atarfe, Chauchina i Pinos Puente principalment.[14][15]

### Itàlia
- La primera quinzena de maig de 2022 es va produir un eixam sísmic a l'entorn de Florència i Chianti. Els moviments més forts van tenir magnituds d'entre 3.6 i 4.1.[16]
- Entre el 9 i el 12 de novembre de 2022, es va produir un eixam sísmic localitzat a la mar Adriàtica davant les costes de Pesaro i Fano a uns 30 quilòmetres de profunditat. Després d'un sisme intens de magnitud 5.7 en l'escala de magnitud de moment el dia 9, el més intens en 100 anys a la zona, es van succeir el dies posteriors desenes de sismes menors, com per exemple un total de 89 en unes poques hores el dia 10.[17]